# NGC 1195
NGC 1195 este o galaxie lenticulară situată în constelația Eridanul. A fost descoperită în 8 ianuarie 1877 de către John Dreyer. Se află la o distanță de 52,35 de megaparseci de Pământ.